# Saint-Thierry
Saint-Thierry je francouzská obec, která se nachází v departementu Marne, v regionu Grand Est.

## Osobnosti
- Vilém ze Saint-Thierry († 1148) – mystik a autor duchovních knih, opat v Saint-Thierry